# Бураївське повстання
Бураївське повстання (башк. Борай ихтилалы) — антирадянський збройний виступ населення в 1918 році на території Бірського повіту Уфимської губернії.

## Причини повстання
Причиною повстання стала діяльність продовольчих загонів, які виконували постанову Уфімської губернії продовольчого комітету «Про примусове відчуження хлібних надлишків» від 21 грудня 1917 року.

## Хід повстання
На початку березня 1918 року у Бірському повіті Уфімської губернії з'являються політичні рухи, створені з метою входження до складу Башкортостану. Лідерами руху були торговці зерном, купці першої гільдії Хаміт Шарафуддін та Максютов Сахіпзада. Більшість учасників повстання склало башкирське селянство.
У середині березня 1918 року жителі села Бураєво заарештували членів Бураївської волосної ради та проголосили утворення Бураївського башкирського кантонства. Повсталими було утворено орган самоврядування — Бураївську башкирську національну раду, а також сформовано збройний загін для боротьби проти більшовиків. У сусідній волості учасниками повстання були розіслані агітатори із закликом до підтримки.
18 квітня 1918 року, тобто через два дні після арешту в Оренбурзі Башкирського уряду, в селі Бураєве рух приєднання до башкирської республіки вилився в конкретні політичні форми: Бураївська башкирська національна Рада (Шуро) проголосила територію своєї та семи сусідніх волостей Бураєвським башкирським автономним районом що входять до складу Башкирської республіки на правах 10-го Бураєвського кантону.
До складу автономного району входили такі волості: Бураївська, Єльдякська, Кизил'ярівська, Еске-Єланська, Танипська, Калмиківська, Тазларська та Кизганбашівська волості Бірського повіту.
В умовах громадянської війни, Бураївська башкирська національна Рада приймає постанову:«хліб, заготовлений для армії у кількості 500.000 пудів і касу готівки 300.000 рублів визнати що належить автономному району». Повсталі захопили склади із 30 тис.тоннами зерна, які були підготовлені для відправлення до центральних губерній Радянської Росії. Комісар із продовольства РРФСР Олександр Цюрупа відправляв в Уфу телеграми:«Прошу вас вжити всіх заходів для локалізації виступів бураївців і мисово-челнінців, не зупиняючись ні перед чим. Жодних угод з дезорганізаторами-зрадниками! Надсилайте загони, заарештуйте керівників, віддавайте їх під найсуворіший суд...».
За описом подій у татарській газеті «Кюряш», у Бураєво прибув невеликий загін Червоної Гвардії, якій бураївські бунтівники чинили опір. Червона Гвардія була змушена відступити та було ухвалено рішення надіслати з Уфи радянські війська та придушити заколот. 27 березня, вночі, радянські війська, які прибули з Уфи під керівництвом А. Вострецова, оточили «бураєвський фронт» і придушили повстання, а Бураєвський башкирський кантон був ліквідований. В результаті Червона Гвардія наклала контрибуції у 2 мільйони рублів на деякі бураївські фірми за агітацію проти Радянської влади.